# Малый Шаганур
Малый Шаганур — упразднённая деревня в Мари-Турекском районе Республики Марий Эл России. Находится на территории современного городского поселения Мари-Турек. Исключена из учётных данных в 1999 году.

## География
Находилось в восточной части республики, в зоне хвойно-широколиственных лесов, в пределах Мари-Турекского плато, на левом берегу реки Шумба в 2 км к востоку от села Алексеевское. Между Большим Шагануром и Малым Шагануром протекала речка Мележор, впадавшая в Шумбу.

### Климат
Климат характеризуется как умеренно континентальный, с умеренно холодной снежной зимой и относительно тёплым летом. Среднегодовая температура воздуха — 2,2 °C. Средняя температура воздуха самого тёплого месяца (июля) — 18,5 °C (абсолютный максимум — 38 °С); самого холодного (января) — −14 °C (абсолютный минимум — −48 °С). Продолжительность периода с устойчивыми морозами — в среднем 127 дней. Среднегодовое количество атмосферных осадков составляет 496 мм, из которых около 70 % выпадает в тёплый период период.

## История
Русская деревня, основана в 1847 году
В 1929 году в деревне было машинное товарищество, в которое входило 17 хозяйств, в том числе 4 бедняцких и 13 середняцких. Едоков мужского пола в нём было 43, женского — 61. Товарищество имело 5 гектаров лугов и 182 гектара пашни. В деревне имелись кузница, смолокуренный завод, жители обжигали камни и получали хорошую известь. У Н. А. Евдокимова имелась лавка, где он торговал сушками, которые выпекали сами.
У горы стоял большой котел, который наполняли берестой, топили и получали чистый деготь. Дома крыли тесом, а хлева — соломой. На базар возили продавать молоко, яйца, мясо. Иногда на базар ездили в город Казань, а то и шли пешком целую неделю с ночевками в деревнях. В деревне были свои мастеровые — С. Дабаков катал валенки, С. Огородников был хорошим кузнецом. Одна татарская семья плела лапти на продажу. Татарин Александр делал и ремонтировал гармони, сам играл хорошо. Ф. Ф. Томилов вил веревки, гнул дуги, мастерил деревянные кадки.
В 1931 году образовался колхоз «Якорь». Были построены контора, конный двор, пасека, коровник, свиноферма, курятник. Все работы выполняли на лошадях: пахали, боронили, молотили зерно, вывозили на поля навоз. Организовывали комсомольские субботники. Были специальные ящики емкостью до одного центнера, и зимой собирали золу, а весной вывозили на поля и вручную разбрасывали в качестве удобрения. Зимой рубили елки и ставили по полям для снегозадержания. Сеяли клевер, гречиху, рожь, пшеницу, овес, горох. На сенокосе косили литовками, ставили стога на лугах. Луга выкашивали начисто. Для косьбы сена объявляли общий выход. В большом котле варили еду на всех.
В 1933 году в деревне числилось 236 человек. Почти все были колхозниками. Председателем колхоза в 1937 году был Г. Я. Шишкин. В 1944 году в деревне числилось 38 дворов с населением 154 человека, в 1946 году — 136 человек.
Между деревнями Большой и Малый Шаганур находилась русская начальная школа. В 1940 году в ней было 88 учащихся, в их числе 26 пионеров. Работали 2 учителя.
В больницу жители сначала ездили в Нартас, а затем в Мари-Турек. Иногда лечиться ходили в Большой Шаганур к Насте или в Алексееве -кое к Таисии. В Большом Шагануре роды принимала бабка-повитуха.
Во всех домах были иконы, молиться, кроме старообрядцев, ходили в Алексеевскую церковь. Соблюдали все религиозные праздники.
В 1960 году произошло объединение колхозов «Якорь» и имени Буденного. Новое хозяйство назвали именем Чапаева. В 1970 году на базе колхозов имени Чапаева и «Большевик» образовался совхоз имени Чапаева.

## Население
В 1960 году произошло объединение колхозов «Якорь» и имени Буденного. Новое хозяйство назвали именем Чапаева. В 1970 году на базе колхозов имени Чапаева и «Большевик» образовался совхоз имени Чапаева. Многие жители Малого Шаганура переехали жить на центральную усадьбу, уехали в другие края. В.магазин, клуб ходили в Большой Шаганур.
В 1979 году в деревне жили 18 человек. С 1980 года деревни Малый Шаганур фактически не существует.

## Упоминания

### Список населённых мест Вятской губернии 1905 г.
| № (код) |  | Тип     | Название      | Уезд           | Волость           | Дворов | Мужчин | Женщин | Всего жителей | Источник      | ? |
| ------- |  | ------- | ------------- | -------------- | ----------------- | ------ | ------ | ------ | ------------- | ------------- | - |
|         |  | починок | Малый Шаганур | Уржумский уезд | Турекская волость | 30     | 94     | 99     | 193           | 1, л. 848 об. |   |

### Списки населённых мест по церковным приходам на конец XIX — начало XX вв.
| № (код) |  | Тип | Название      | Уезд                                      | Приход                                | Год  |
| ------- |  | --- | ------------- | ----------------------------------------- | ------------------------------------- | ---- |
| 389005  |  | деревня | Малый Шаганур | Уржумский уезд 4-й благочиннический округ | с. Алексеевское, Алексеевская церковь | 1915 |
|         |  | По данным: Клировые ведомости за 1915 г. (ГАКО ф. 237, оп. 70, д. 1535) Справочник по составу приходов церквей Уржумского уезда на 1915 г. КОГКУ «ГАКО». Киров, 2012 |               |                                           |                                       |      |

## Фамилии
Популярные фамилии: Ендальцев, Вичужанин, Редкин, Редозубов, Дабаков, Ившин.